# Isolierte Völker

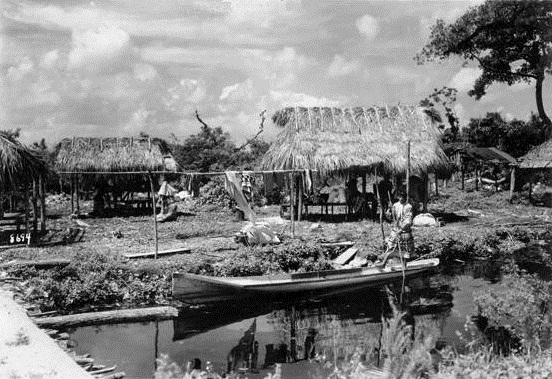
Dorf der Florida-Seminolen, die bis in die ersten Jahrzehnte des 20. Jahrhunderts in freiwilliger Isolation lebten (1929)

Isolierte Völker ist ein Sammelbegriff für ethnische Gruppen, die keinen oder nur geringfügigen Kontakt mit der Mehrheitsbevölkerung eines Landes (und damit auch mit der globalisierten Gesellschaft) haben. Zu anderen indigenen Gruppen können durchaus Kontakte bestehen, vielfach wird jedoch der Kontakt aufgrund von Krankheits- und Gewalterfahrungen von außerhalb gemieden.

## Definition
Diese Bezeichnung wird in der Regel verwendet, um indigene Gruppen der Gegenwart oder der jüngsten Vergangenheit zu bezeichnen. Sie leben (mit Ausnahme der Völker auf den Andamanen) alle in sehr abgelegenen Wildnisregionen. In Südamerika – wo die meisten dieser lokalen Gemeinschaften existieren – werden sie in drei Kategorien untergliedert:
- Gruppen in freiwilliger Isolation (Indígenas en aislamiento voluntario u. ä.)
- nicht kontaktierte Gruppen (No contactados u. ä.)
- unentdeckte indigene Gruppen (Pueblos ocultos u. ä.)

Die Mashco-Piro in Peru bilden mit etwa 750 Stammesangehörigen das wahrscheinlich größte unkontaktierte Volk der Welt.
Aufgrund ihrer Isolation repräsentieren die isolierten Ethnien die sogenannten traditionellen Gesellschaften. In diesem Zusammenhang entsprechen sie zudem am ehesten den „kalten“ Kulturen der strukturalen Ethnologie, deren Leitbild das Bestreben ist, die traditionellen Kulturmerkmale möglichst unverändert zu bewahren (vor allem Subsistenzweisen, Ethnische Religionen, Sprachen und materielle Kulturen). Im deutschsprachigen Raum werden sie populär gern als Inbegriff der sogenannten „Naturvölker“ betrachtet.

## Begrifflichkeit
Bei der Bezeichnung herrscht große Uneinigkeit. In jedem Falle handelt es sich nicht um „Steinzeitmenschen“, „bei denen die Zeit stehen geblieben ist“, wie romantisierende Publikationen und Filmbeiträge bis heute glauben machen wollen, und wovon touristische Unternehmen zu profitieren versuchen. Meistens handelt es sich um indigene Völker, die mit der übrigen Gesellschaft schlechte Erfahrungen gemacht haben und deshalb jeden Kontakt meiden (fürchten). In diesem Fall ist die oftmals verwendete Bezeichnung „unkontaktierte Völker“ unzutreffend, denn sie fliehen ja gerade, seitdem sie „kontaktiert“ wurden. Im englischen Sprachgebrauch erscheint zuweilen auch der fälschliche Begriff lost tribes (verlorene Stämme, nach den verlorenen Stämmen Israels).

### In freiwilliger Isolation lebende Gemeinschaften
Diese Gruppen hatten bereits Kontakt, den sie jedoch aufgrund von negativen Erfahrungen bewusst abgebrochen haben. Sie haben sich notgedrungen in abgelegenere Regionen zurückgezogen, um auf diese Weise ihre Gesundheit zu schützen (Übertragung unbekannter Krankheiten) sowie ihre Traditionen und ihre kulturelle Identität zu bewahren oder wiederherzustellen. Ungewollter Kontakt und Vertreibung entstehen häufig durch Rodung, Bergbau, Straßenbau und Eindringen von Prospektoren wie etwa Goldsuchern.
Dass indigene Gruppen nach dem ersten katastrophalen Kontakt die westliche Zivilisation mit allen Mitteln meiden, ist kein neues Phänomen, wie beispielsweise die Flucht der Seminolen im frühen 19. Jahrhundert in die Everglades zeigt. Sie wahrten ihre freiwillige Isolation bis in die ersten Jahrzehnte des 20. Jahrhunderts.

### Nicht kontaktierte Gemeinschaften
Diese Gruppen wurden erst kürzlich von der nicht-indigenen Mehrheitsgesellschaft „entdeckt“; ein (physischer) Kontakt hat jedoch noch nicht oder nur in sehr geringem Maß stattgefunden.
Bei den berühmt gewordenen Luftbildern aus Acre, die 2008 um die Welt gingen, handelt es sich um eine Gruppe, die der brasilianischen Indianerbehörde (FUNAI) seit 20 Jahren bekannt war, zu der jedoch bislang kein direkter Kontakt aufgenommen wurde. Die Veröffentlichung von Bildern ist immer mit einem Risiko für die Betroffenen verbunden. In diesem Fall wurde sie nur deshalb vorgenommen, um der Regierung Perus einen Beweis zu liefern, dass in der Grenzregion schutzwürdige Ethnien existieren, die durch geplante Rodungen und Ölbohrungen gefährdet würden.

### Unentdeckte indigene Gemeinschaften
In den tropischen Regenwäldern der Erde gibt es auch heute noch einige unerforschte Gebiete, in denen vermutlich indigene Gruppen existieren. Ihre Existenz ist demnach unbewiesen und ihre Anzahl kann nur geschätzt werden. Allein die Berichte von neuen „Sichtungen“ durch Angehörige der Mehrheitsbevölkerung, die in diese Gebiete vorgedrungen sind, beweisen ihre prinzipielle Existenz.

## Vorkommen und Umstände

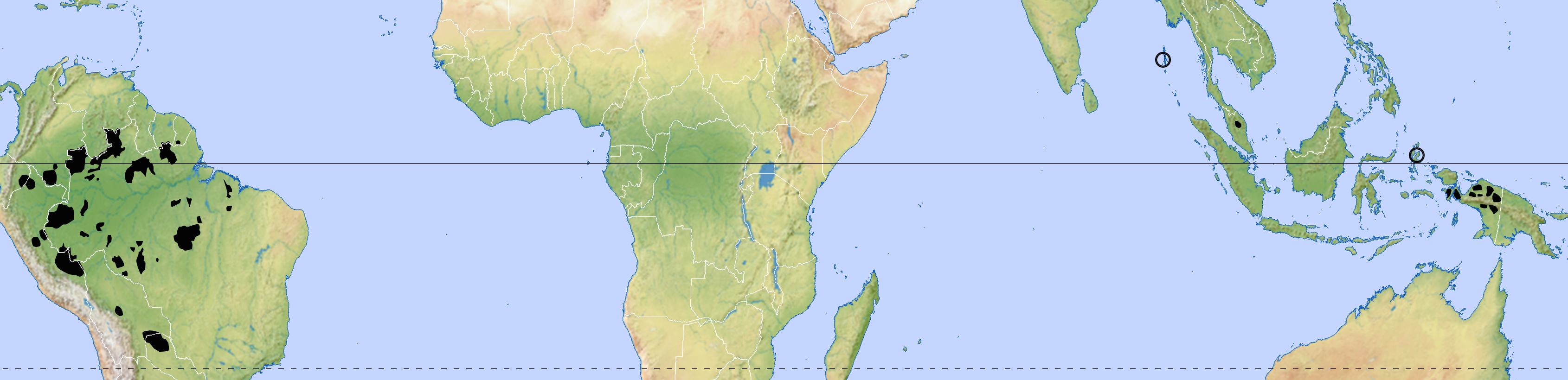
Gebiete, in denen isolierte Völker leben oder vermutet werden

Die meisten isolierten Gruppen leben in dicht bewaldeten Gebieten Lateinamerikas und Westneuguineas. Verfechter der Rechte dieser Menschen fordern zunehmend, dass die Isolierung aufrechtzuerhalten sei. Das zentrale Motiv dieser Forderung liegt in der Tatsache begründet, dass die meisten Angehörigen dieser Gruppen gegen die Krankheiten der übrigen Welt, wie Grippe oder Masern, nur eine schwache Immunität aufweisen, so dass die historische Erfahrung lehrt, dass ein Drittel bis neun Zehntel der Menschen beim Erstkontakt stirbt. Das Argument des Rechts auf Selbstbestimmung und des Rechts auf Isolation tritt dahinter zwar zurück, wird aber gleichfalls angeführt.
Die Gefährdung dieser Gruppen resultiert einerseits aus dem Bevölkerungswachstum neuer Siedlergruppen, andererseits aus der wirtschaftlichen Nutzung ihrer natürlichen Umgebung. In Südamerika sind es vor allem Holz- und Palmölplantagen sowie die Suche nach Öl und Gas, die die natürlichen Grundlagen der meist sehr kleinen Gruppen Amazoniens zerstören. Nach den Sklavenjägern des 16. und 17. Jahrhunderts flohen viele Gruppen vor den bewaffneten Banden der Gummibarone in den 1880er bis 1920er Jahren, der Holzkonzerne und der Gas- und Ölunternehmen des 19. bis 21. Jahrhunderts. Die Abgeschiedenheit der sich zurückziehenden Gruppen ist also oftmals ein koloniales Produkt, das nur durch die extreme Notlage, in der sich die um ihr Überleben kämpfenden Gruppen sahen, erklärbar ist. Einige der Gruppen brachte auch die Feindschaft mit ihren Nachbarn in eine vollständig isolierte Lage. Häufigster Grund dürfte aber die Flucht vor Epidemien und Gewalt gewesen sein. Der Zusammenbruch der Gummipreise nach 1910 führte in einem langsamen Prozess dazu, dass in einigen Regionen die angeworbenen Plantagenarbeiter bis in die 1980er Jahre wie Sklaven oder Schuldknechte gehalten wurden.
Sowohl in Neuguinea als auch in Südamerika stellen auch die Missionare römisch-katholischer Ordensgemeinschaften sowie evangelikaler Gruppen seit der Kolonialzeit eine Bedrohung für die isolierten Gruppen dar. In den eingerichteten Missionen starben früher die meisten Konvertiten an ihnen unbekannten Krankheiten. Die Missionsstationen sind zwangsläufig die äußeren Vorposten der Zivilisation, die weitere Fremde in die Lebensräume der Indigenen locken. Die Christianisierung brachte häufig Streit, so dass Gruppen, die nicht so leben wollten wie von den Missionaren oktroyiert, oftmals die Konvertiten bekämpften.
Vor allem seit den 1980er Jahren wurde der Straßenbau vorangetrieben. Zahlreiche Fahrzeuge konnten in die abgelegenen Regionen Amazoniens gelangen, was eine schnellere Ausbeutung der Bodenschätze nach sich zog. Heute besteht in der schnellen Erreichbarkeit der Regionen die größte Gefahr für die isolierten und indigenen Gruppen, denn sie bringt die bekannten Gefährdungen. Familienstrukturen werden zerschlagen und die Gruppen werden in extrem weite Räume verstreut. 2008 richtete Google Earth Outreach für zwanzig Vertreter indigener Völker im Amazonas-Regenwaldgebiet Brasiliens, unter ihnen die Suruí, Schulungen ein, um in ihrem Reservat illegalen Holzeinschlag per Satellit zu beobachten. Bei Bedarf erhalten sie von Google aktuellere und höher aufgelöste Bilder.
Besonders gefährlich ist für diese Gruppen der Glaube, ein Zauber sei die Ursache einer solchen für ihr Weltbild unerklärlichen Katastrophe. So vermuten dies Anthropologen und Religionswissenschaftler, was sie in einigen Fällen auch nachweisen konnten. Darüber hinaus kamen die Flüchtlinge meist nicht in unbewohntes Land und gerieten – schon aufgrund der vielfach fehlenden Verständigungsmöglichkeiten in einer sprachlich überaus zersplitterten Region – wohl häufig in Konflikt mit ihren neuen Nachbarn. So wurden die Yora von Unterauftragnehmern von Shell und Holzfällern Richtung Manú-Nationalpark vertrieben, wo sie die Gemeinden der Matsigenka, Tayacome und Yomibato angriffen. Gruppen wie die Mashco-Piro mussten den Wanderfeldbau, den sie seit langer Zeit betrieben hatten, komplett aufgeben und zu einem nomadischen Leben als Jäger und Sammler zurückkehren.
Die UNO bemüht sich, in der Erkenntnis, dass die lokalen Regierungen den ökonomischen Versuchungen unzureichenden Widerstand entgegensetzen, eine Deklaration durchzusetzen, die die isolierten Völker schützen soll. Verschiedene Menschenrechtsorganisationen setzen sich für die isolierten Völker ein: Besonders bekannt ist hier vor allem Survival International. Aus Deutschland kommt Unterstützung vom Verein Rettet die Naturvölker e. V.
Die Situation in den einzelnen Ländern ist sehr verschieden. Die meisten isolierten Völker Amerikas finden sich im Gebiet des Amazonas sowie in einigen Grenzgebieten Brasiliens. In Asien gibt es wenige Gruppen auf den Andamanen und in Malaysia, dazu bis vor wenigen Jahrzehnten auch eine in Vietnam sowie einige in Australien. Neuguinea weist eine unbekannte, aber wohl sehr hohe Zahl an isolierten Völkern auf. Weltweit dürfte es weit über 100 von ihnen geben, allein in Brasilien ließen sich bisher knapp 70 nachweisen, im indonesischen Neuguinea sind mindestens 44 Gruppen bekannt.

## Südamerika

### Bolivien
In Bolivien waren 2006 vier isolierte Völker bekannt, weitere drei ließen sich bisher nicht nachweisen. Als bestätigt gelten die Ayoreo im Nationalpark Kaa-Iya del Gran Chaco, die Mbya-Yuqui im Yuqui-Reservat und die Rio Usurinta (nur wenige Familien leben noch isoliert), die Pacahuara im Chacobo-Reservat und die Araona im Araona-Reservat. Noch unbestätigt ist die Existenz der Toromona und Nahua im Madidi-Nationalpark.
Zu den isolierten Gruppen zählen nach den meisten Quellen die weniger als 200 Angehörige zählenden Sinabo/Kapuibo (Nahua) am unteren Beni und am unteren Yata; sie sprechen Pano und stehen in engem Verhältnis zu den Chakobo. Die zweite Gruppe sind die etwa 100 bis 200 Yanaigua zwischen dem Rio Grande und dem oberen Río San Miguel. Ob sie Pano sprechen oder eher Tupí-Guaraní ist nicht gesichert. Sie stehen in Beziehung zu den Yuqui und leben meist im Guarayos-Waldreservat. Hinzu kommen die etwa 100 Yuqui zwischen dem oberen Ichilo und dem oberen Yapacaní. Sie sprechen Tupí-Guaraní; eine kleine isolierte Gruppe lebt im Amboró-Nationalpark.

### Brasilien

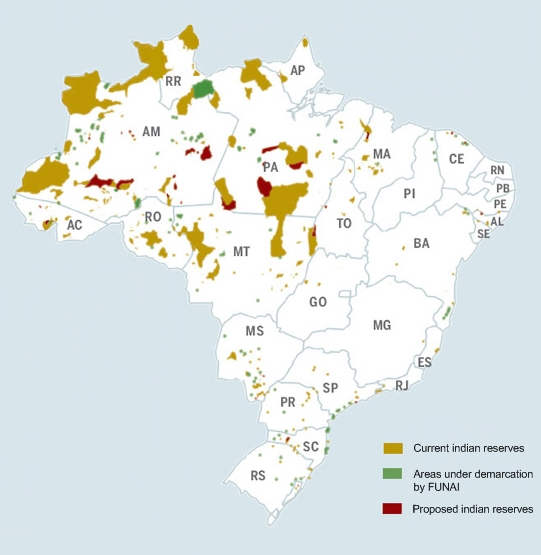
Indianerreservate in Brasilien

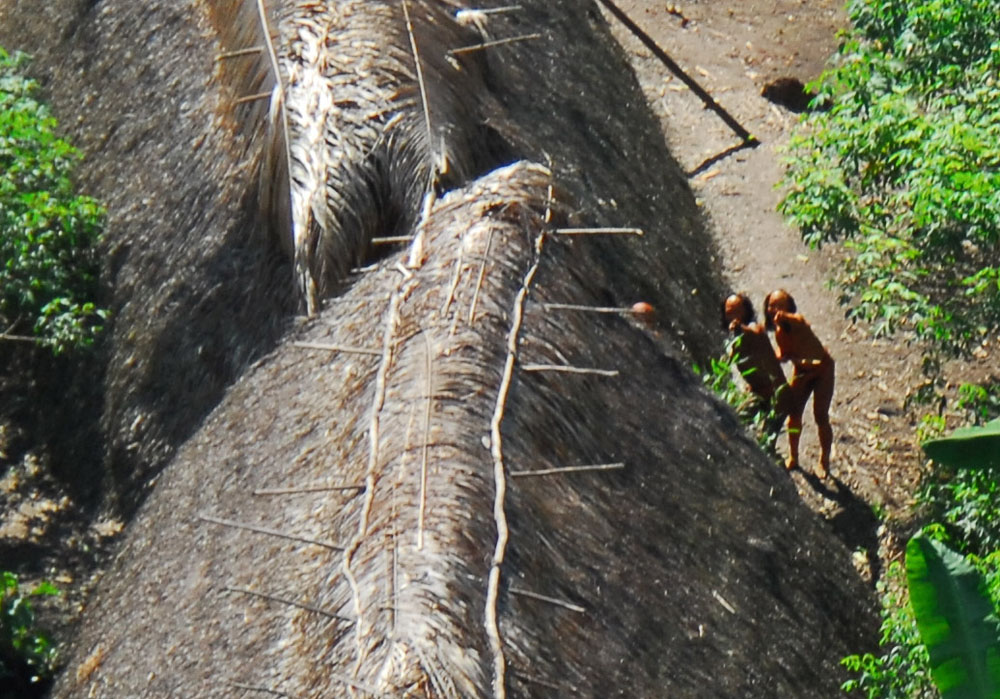
Sichtung einer isolierten Gruppe beim Überfliegen des brasilianischen Bundesstaates Acre (2009)

Die meisten isolierten Gruppen leben in Brasilien. Etwa 16 leben im Bundesstaat Amazonas, 7 in Rondônia (an der Grenze zu Bolivien), 8 in Pará im Norden des Landes, 2 in Acre im äußersten Westen, 3 in Mato Grosso und jeweils eine in Amapá und Roraima im äußersten Norden sowie Maranhão und Tocantins in der östlichen Mitte des riesigen Landes.
Bis in die 1980er Jahre nahm die FUNAI sofort Kontakt auf, wenn eine neue Gruppe entdeckt wurde. Erst die Erkenntnis der verheerenden Folgen (vor allem Ausbruch tödlicher Epidemien und das Wirken nachfolgender Missionare) führte zu einer neuen Strategie. 1988 gründete die brasilianische Regierung die Spezialeinheit Coordenação Geral de Indios Isolados (CGII) zum Schutz dieser Völker. Die CGII soll neu entdeckte Gruppen aus großer Entfernung unbemerkt „begleiten“ und darf nur dann Kontakt aufnehmen, wenn etwa durch illegale Holzfäller oder Goldsucher Gefahr droht.
Am 18. Januar 2007 verkündete die zuständige FUNAI, dass ihr 67 isolierte Gruppen in Brasilien bekannt seien; 2005 waren es erst 40 gewesen. Dabei sind in den letzten Jahrzehnten zahlreiche Gruppen in dauerhaften Kontakt mit der globalisierten Gesellschaft geraten, wie etwa die Kayapo-Gorotiré im Jahr 1938, Guavião und Shavante in den 1950er Jahren oder Marubo im nachfolgenden Jahrzehnt; dann die Yuqui und die südlichen Wayãpi Anfang der 70er Jahre. Von ihnen starben nach der Kontaktaufnahme mehr als die Hälfte an Infektionskrankheiten.
Sieben Terras Indígenas (Reservate) sind ausschließlich isolierten Gruppen vorbehalten. Diese sind Alto Tarauacá in Acre mit den verschiedenen Isolados do Alto Tarauacá; dann Hi-Merimã in Amazonien, wo die Himerimã oder Isolados do médio Purus leben. Des Weiteren leben die Sirionó in Massaco in Rondônia  (Isolados do rio São Simão), wo auch Kanoe do Omerê und Akuntsu in Igarapé Omerê leben. Im Reservat Rio Muqui, ebenfalls in Rondônia, leben die Isolados das cabeceiras do rio Muqui (auch Miqueleno-Kujubim?), dann leben Isolados do Rio Pardo (Tupi–Guarani–Kawahibi) im Reservat Rio Pardo in Mato Grosso und Amazonas, schließlich nicht identifizierte Gruppen in Xinane isolados in Acre.
In anderen Reservaten (Terras Indígenas) leben zahlreiche weitere Gruppen:
- Awá in Maranhão
- Nivarura in Amazonas – erster Kontakt 2010 durch Xionity-Missionare
- Avá-Canoeiro in Goiás
- Arara do Rio Branco in Mato Grosso – Isolados da margem esquerda do médio Rio Roosevelt/Rio Branco
- Aripuanã in Rondônia – Isolados da margem esquerda do médio Rio Aripuanã, Isolados do Río Pacutinga/Aripuanã, Isolados do Médio Rio Branco do Aripuanã
- Bujiwa in Amazonas – erster bekannter Kontakt 1943
- Caru in Maranhão – Awá (Isolados do igarapé Água Branca)
- Inãwébohona in Tocantins – Avá-Canoeiro (Isolados da Mata do Mamão)
- Kampa und Isolados do Rio Envira in Acre
- Kaxinawa do Rio Humaitá in Acre – nicht identifiziert
- Koatinemo in Pará – nicht identifiziert
- Menkragnoti in Pará – Mengra Mrari
- Raposa Serra do Sol in Roraima – nicht identifiziert, „entdeckt“ 2006 nahe Monte Roraima und Monte Caburaí (2 bis 4 km vom Dreiländereck Brasilien-Venezuela-Guyana entfernt)
- Mamoadate in Acre – Mashko (Isolados do Alto Iaco).
- Jaminaua-Envira – Isolados das cabeceiras do rio Jaminaua
- Riozinho do Alto Envira in Acre – Isolados do Riozinho/Envira
- Rio Teá in Amazonas – vier Gruppen Nadeb(?): Cabeceira dos rios Waranaçu e Gururu, Médio rio Tiquié, Cabeceiras dos rios Curicuriari e Dji sowie Cabeceiras do rio Teá. Zwei weitere Gruppen im nahe gelegenen Eneiuxi (Médio rio Eneiuxi) und in Urubaxi (Cabeceira do rio Urubaxi e Bafuanã) sind vielleicht Nedeb
- Tumucumaque in Pará – Akurio.
- Uru-Eu-Wau-Wau in Rondônia – vier bis sechs isolierte Gruppen einschließlich Isolados das cabeceiras do rio Muqui, Isolados do rio Cautário, Cabeceiras do rio Água Branca und Jururei
- Vale do Javari in Amazonas – dort leben sieben Gruppen: Cabeceiras de Santana e igarapé Flexeira, Korubo, Isolados do Coari-Río Branco, Isolados do rio Quixito, Isolados do Rio Jandiatuba, Isolados do Rio Jutaí und Isolados dos rios Jaquirana/Amburus
- Waimiri Atroari in Amazonas – Formadores do rio Alalaú (Piriutiti) und Formadores do rio Jatapu (Karafawyana or Chamakoto)
- Xikrin do Cateté in Pará
- Araribóia in Mato Grosso – Isolados dos rios Buriticupu e Taruparu
- Cuminapanema – Zo’é
- Tanaru – ein einzelner Mann, bekannt als Der letzte Tanaru, war der letzte Vertreter dieses Stammes in Rondônia. Seine Angehörigen fielen Krankheiten zum Opfer oder wurden ermordet.[12][13]

| Name                                                                                         | Angehörige    | Wohngebiet | Kommentar |
| -------------------------------------------------------------------------------------------- | ------------- | --- | --- |
| Apiaká                                                                                       | mehr als 100  | Mato Grosso – zwischen den Unterläufen von Rio Juruena und Rio Teles Pires | - Tupí-Guaraní - isolierte Apiaká-Gruppe - ermordet |
| Apurinã                                                                                      | mehr als 50   | Amazonas – Oberer Rio Sepatini | Arawak |
| Aruá                                                                                         | vielleicht 75 | Rondônia | - Tupi–Mondé - zwischen Mequéns und Colorado - Leben im Rio Branco I.T. und Guaporé B.R. in Roraima - Rio São Miguel - außerhalb der Reservate - Holzeinschlag - häufige Kämpfe             |
| Avá-Canoeiro                                                                                 | 30            | nördliche Goiás und Bananal-Insel in Tocantins | - Tupí-Guaraní - kleine, mobile Gruppe |
| Guaja                                                                                        | 120           | im westlichen Maranhão | - Tupí-Guaraní - auch nach Kontakt mobile, kleine Gruppe - halten sich im eigenen, aber auch in anderen Reservaten auf                                                                      |
| Ingarune                                                                                     | etwa 100      | nördliches Pará – Rio Cuminapanema und Paru de Oeste | - Kariben - in Beziehung zu Kachuyana - von Poturuyar, in deren Reservat sie leben, bestätigt, die bis vor kurzem selbst isoliert waren, Tupí-Guaraní                                       |
| Kanibo (Mayo)                                                                                | 120–150       | Rio Quixito, Javari-Becken, Amazonas | wahrscheinlich Pano. - erfolglose Kontaktaufnahmen - gelegentliche Kontakte mit Holzfällern                                                                                                 |
| Kaniwa (Korubo)                                                                              | 300           | 9 Malocas zwischen Unterläufen von Ituí und Itacuaí, Amazonas | Pano - gelegentliche Kontakte - abweisend |
| Karafawyana und weitere Kariben                                                              | 400–500       | vier Stellen in Roraima und Nord-Pará 1. Quellen des Jatapu 2. Rio Urucurina, Nebenfluss des Mapuera 3. Rio Kafuini, Nebenfluss des Trombetas 4. Oberer Turuna, Nebenfluss des Trombetas             | meist Karibisch 1. Kariben, Parukoto-Charuma-Untergruppe 2. Beziehungen zu Waiwai 3. Erhalten Metallwerkzeuge von Waiwai 4. z. T. im Trombetas-Mapuera-Reservat                             |
| Karitiana                                                                                    | 50–100        | oberer Rio Candeias, Rondônia | Tupi–Arikem, von der kleinen, isolierten Gruppe kontaktiert |
| Katawixi                                                                                     | 50            | oberer Rio Muquim, Nebenfluss des Purus, Amazonas | isolierte Sprache |
| Kayapó do Rio Liberdade                                                                      | mehr als 100  | unterer Rio Liberdade, nördliches Mato Grosso | Gé, von anderen, mit ihnen verfeindeten Kayapó identifiziert |
| Kayapó-Pu'ro                                                                                 | 100           | unterer Rio Curuá, Süd-Pará | Kayapó, Abspaltung von den Mekragnoti seit 1940, leben außerhalb des Kayapó-Reservats |
| Kayapó-Pituiaro                                                                              | 200           | Rio Murure, Süd-Pará | Kayapó, seit 1950 von den Kuben-kranken abgespalten. Einige außerhalb des Kayapó-Reservats                                                                                                  |
| Kayapó-Kararao                                                                               | etwa 50       | unterer Rio Guajara, Süd-Pará | Kayapó, Abspaltung der Kararao |
| Kulina                                                                                       | unbekannt     | Rio Curuça, Nebenfluss des Javari, Amazonas | Arawan, kleine isolierte Gruppen, die zur großen Kulina-Gruppe gehören |
| Maku (Nadeb)                                                                                 | etwa 100      | Uneiuxi- und Urubaxi-Becken, Amazonas | isolierte Sprache |
| Mamaindé                                                                                     | 50–100        | oberer Rio Corumbiara, Rondônia | Isolierte Sprache, Gruppe der Nambikwara; Schutzzone unter lokalem Druck aufgehoben, ermordet                                                                                               |
| Hi-Merimã                                                                                    | 1500          | Riozinho, Nebenfluss des Cuniuã, Purus-Becken, Amazonas | Arawan (?), geschützt |
| Mayoruna                                                                                     | 200–300       | 3 Gebiete in Amazonas: 1. Rio Batã, Quellgebiet des Javari 2. Rio Pardo, Mato Grosso 3. Zwischen Pardo und mittlerem Javari                                                                          | Pano, kleine isolierte Gruppe der größeren Mayoruna-Gruppe |
| Miqueleno (Cujubi)                                                                           | ?             | oberer Rio São Miguel, Rondônia | isolierte Chapacura-Sprache, eindringende Holzfäller, Massaker |
| Nereyana                                                                                     | etwa 100      | Rio Panama, Quellgebiet des Paru do Oeste, Nord-Pará | Karibisch, vielleicht den Kachuyana näher als den Tiriyo |
| Pacaás Novos - (2) Oromawin-Untergruppe                                                      | etwa 150      | Serra dos Pacaás Novos, Rondônia - (2) Quellgebiet des Rio Formoso, Rondônia | isolierte Chapacura-Sprache; isolierte Gruppe der Pacaás Novos im Uru-eu-wau-wau-Reservat - (2) in der Nachbarschaft einer der Pacaás-Novos-Reservate                                       |
| Papavo-Obergruppe, zu der 1. Mashco/Harakmbet 2. Culina 3. Amahuaca und 4. Yawanahua gehören | mehr als 400  | Acre (verstreut in einem großen Territorium) - (1) Rio Breu, Quellgebiet des oberen Jurua - (2,3,4) Zwischen Quellen der Envira und des Muru sowie dem Reservat Igarapé Xinané, Nebenfluss des Purus | Auseinandersetzungen mit Kampa, freundschaftliche Beziehungen zu Kulina - (1) Isolierte Sprache am Alto Jurua - (2,3,4)-(2) Arawan, (3,4) Pano – zwei Reservate wurden für sie eingerichtet |
| Pariuaia                                                                                     | mehr als 100  | Rio Bararati, Nebenfluss des unteren Juruena, Amazonas | wohl Tupi–Kawahib, Tupí-Guaraní; verweigern seit 1930 jede Kontaktaufnahme |
| Piriutiti                                                                                    | 100–200       | Rio Curiau, Amazonas | Beziehungen zu Waimiri-Atroari (Kariben), in deren Reservat sie zum Teil leben |
| Sateré                                                                                       | unbekannt     | Rio Parauari, Nebenfluss des Maués-açu, Amazonas | Tupi, seit langem von Sateré-Maué abgespalten |
| Tupi-Kawahib (Piripicura)                                                                    | 200–300       | zwischen Madeirinha und Roosevelt, nördlicher Mato Grosso | Tupí-Guaraní, Zugang seit kurzem gesperrt |
| Uru-Eu-Wau-Wau                                                                               | 300           | Serra dos Pakaás-Novas, Rondônia | Tupí-Guaraní, mindestens drei isolierte Gruppen im Uru-eu-wau-wau-Reservat |
| Wayãpi (Yawãpi)                                                                              | 100–150       | oberer Ipitinga, zwischen Jari und Paru do Leste, nördl. Pará. | Tupí-Guaraní, Abspaltung der südlichen Wayãpi |
| Yakarawakta                                                                                  | 20–30         | zwischen Aripuanã und Juruena, Mato Grosso Norte | Tupí-Guaraní, wohl eine Apiaka-Untergruppe |
| Yanomami                                                                                     | 300           | Amazonas 1. obere Marauia 2. zwischen Demini und Catrimani | Yanomami. 1. im Reservat 2. Isolierte Gruppen außerhalb des Reservats, aber im Rio Branco Nationalpark                                                                                      |
| unbenannt                                                                                    | etwa 100      | zwischen oberem Amapari und oberem Oiapoque, Amapa | Nach Auskunft der südlichen Wayãpi eine von ihnen abgespaltene Gruppe, nach Auskunft der nördlichen Wayãpi Gegner der Tapüiy                                                                |
| unbenannt (Isolados do Jandiatuba)                                                           | 300           | zwischen oberer Jandiatuba und Itacuaí, Amazonas | vielleicht eine Katukina-Gruppe |
| unbenannt (Isolados do São José)                                                             | 300           | Igarapé São José, Nebenfluss des Itacuaí, Amazonas | wohl nicht die Isolados do Jandiatuba |
| unbenannt                                                                                    | unbekannt     | Igarapé Recreio, Cruzeiro do Sul municipality, oberer Juruá, Acre | Pano (?) |
| unbenannt (Isolados do Igarapé Tueré)                                                        | unbekannt     | Igarapé Tueré, Nebenfluss des Itacaiúnas, Pará | Tupi (?) |
| unbenannt (Isolados do Arama e Inaui)                                                        | etwa 100      | südlich des Rio Inauini, Purus Basin, Amazonas | |
| unbenannt (Isolados do Igarapé Umari)                                                        | unbekannt     | Igarapé Umari, Nebenfluss des Ituxi, Amazonas | |
| unbenannt (Isolados da Serra do Taquaral)                                                    | unbekannt     | Serra do Taquaral, Quellen des Rio Branco, Rondônia | |

### Kolumbien
Kolumbien bietet isolierten Gruppen weitgehenden Schutz. Eine Gruppe sind die Carabayo-Aroje im Parque Nacional del Río Puré, von der zweiten Gruppe, den Yari, ist nicht klar, ob sie noch existiert. Die Nukak-Maku wurden 2003 aufgesucht. Vielleicht 25 bis 35 Nukak leben noch isoliert, nachdem sie durch Krankheiten und Selbstmorde stark dezimiert wurden.
Isolierte Gruppen sind die etwa 150 Carabayo an der Quelle des Purué, nördlich des Putumayo, die möglicherweise Carabayo, vielleicht auch Yuri sprechen. Sie schweifen auch ins brasilianische Gebiet und lehnen jede Annäherung ab. Die etwa 300 Guaviare Macusa oder Nukak leben in Guainia zwischen den Flüssen Guaviare und Inírida. Die Nukak-Sprache ist nicht klassifiziert. Nach der ersten Kontaktaufnahme brach die Bevölkerung von 800 auf 300 ein, 50 leben isoliert. Eine unbenannte Gruppe, die als Isolados dos Rio Yari bezeichnet wird, lebt isoliert im Departement Caqueta am oberen Río Yari. Ob ihre Sprache zum Karibischen gehört, oder ob sie ein Isolat verwenden, ist unklar. Sie gehören entweder zu den Karijona oder den Witoto und leben im Chiribiquete-Nationalpark.

### Ecuador
Im Bereich des Yasuní-Nationalparks im Amazonastiefland Ecuadors (Oriente) leben mindestens drei verschiedene Lokalgruppen der Tagaeri-Taromenane, die kulturell und sprachlich zu den Waorani gerechnet werden:
- Gruppe „Río Conocaco Chico – Vía Tiguino“ im Nordwesten,
- Gruppe „Río Yasuní – Río Tivacuno“ im Nordosten,
- Gruppe „Río Cunchiyacu“ im Südwesten des Waoranigebietes

Jede Gruppe besteht aus jeweils rund 50 bis maximal 100 Personen (2015). Die Bezeichnung „Tagaeri-Taromenane“ wird als Synonym für alle isolierten Gruppen Ecuadors verwendet. Sie setzt sich zusammen aus den beiden bekannten Ethnien der Taromenane – die sich vermutlich zur Zeit des Kautschukbooms in die freiwillige Isolation begaben – und der Tagaeri, die sich 1965 von den Waorani abspalteten.
Aufgrund der langen Trennung von den Waorani und einiger weniger Begegnungen gehen Ethnologen davon aus, dass die Taromenane Gemeinsamkeiten als auch Unterschiede in ihrer materiellen Kultur, Sprache und Lebensweise gegenüber den Waorani aufweisen.
Insbesondere bei den Tagaeri kam es immer wieder zu bewaffneten Zusammenstößen mit fremden Eindringlingen und verfeindeten Gruppen der (zivilisierten) Waorani, aber auch zu intertribalen Fehden. Cabodevilla (2005) nimmt an, dass sie dabei erheblich dezimiert wurden und sich die Überlebenden den Taromenane angeschlossen haben.
Eine weitere Gruppe von fünf oder sechs Individuen der Oñamenane sowie die Huiñatare zählt ebenfalls zu den isolierten Gruppen der Waorani. Ob es sich dabei allerdings um eigenständige Gruppen handelt oder lediglich um andere Namen für die isolierten Gruppen der Tagaeri-Taromenane, ist unklar. Möglicherweise gibt es weitere Gruppen anderer ethnischer Herkunft im Grenzgebiet zu Peru. Aufgrund der Erdölprospektion von Texaco sind bereits in den 1980er Jahren die Tetetes und Sansahuaris verschwunden.
Bereits 1999 richtete der Staat Ecuador eine „verbotene Zone“ für die isolierten Stämme ein (Zona intangible Tagaeri-Taromenane – ZITT), die nur mit spezieller Erlaubnis betreten werden darf. Die reale Umsetzung dieses Plans fand jedoch erst im Januar 2007 nach schweren Zwischenfällen und auf internationalen Druck statt. Die im Südteil des Yasuni und großen Gebieten des nördlich angrenzenden Waorani-Territoriums liegende ZITT umfasst 7.580 km² und ist damit fast dreimal so groß wie Luxemburg.
Trotz der bestehenden Schutzmaßnahmen sind die Zukunftsaussichten für die isolierten Waorani Ecuadors insbesondere aufgrund der sich ausweitenden Erdölförderung – die automatisch eine zunehmende Besiedlung nach sich zieht – ungewiss.

### Guyana
In Guyana leben rund 100 Wapishana zwischen den Quellen des Essequibo und des Tacutu; sie sprechen Arawak und sind eine Abspaltung der Wapishana. Sie verweigern jeden Kontakt. Eine weitere Gruppe unbekannten Namens besteht aus etwa 100 Menschen zwischen dem oberen Courantyne. Sie sprechen Karibisch und stehen vielleicht mit den Tiriyo in Beziehung.

### Französisch-Guyana
In Französisch-Guyana ist eine isolierte Gruppe bekannt, die Wayãpi. Ihre etwa 100 Angehörigen leben zwischen Eureupoucine und Oberem Camopi. Sie sprechen Tupi–Guarani, haben sich wohl um 1900 von den Wayãpi des oberen Oyapock abgespalten und wehren jede Kontaktaufnahme ab.

### Peru

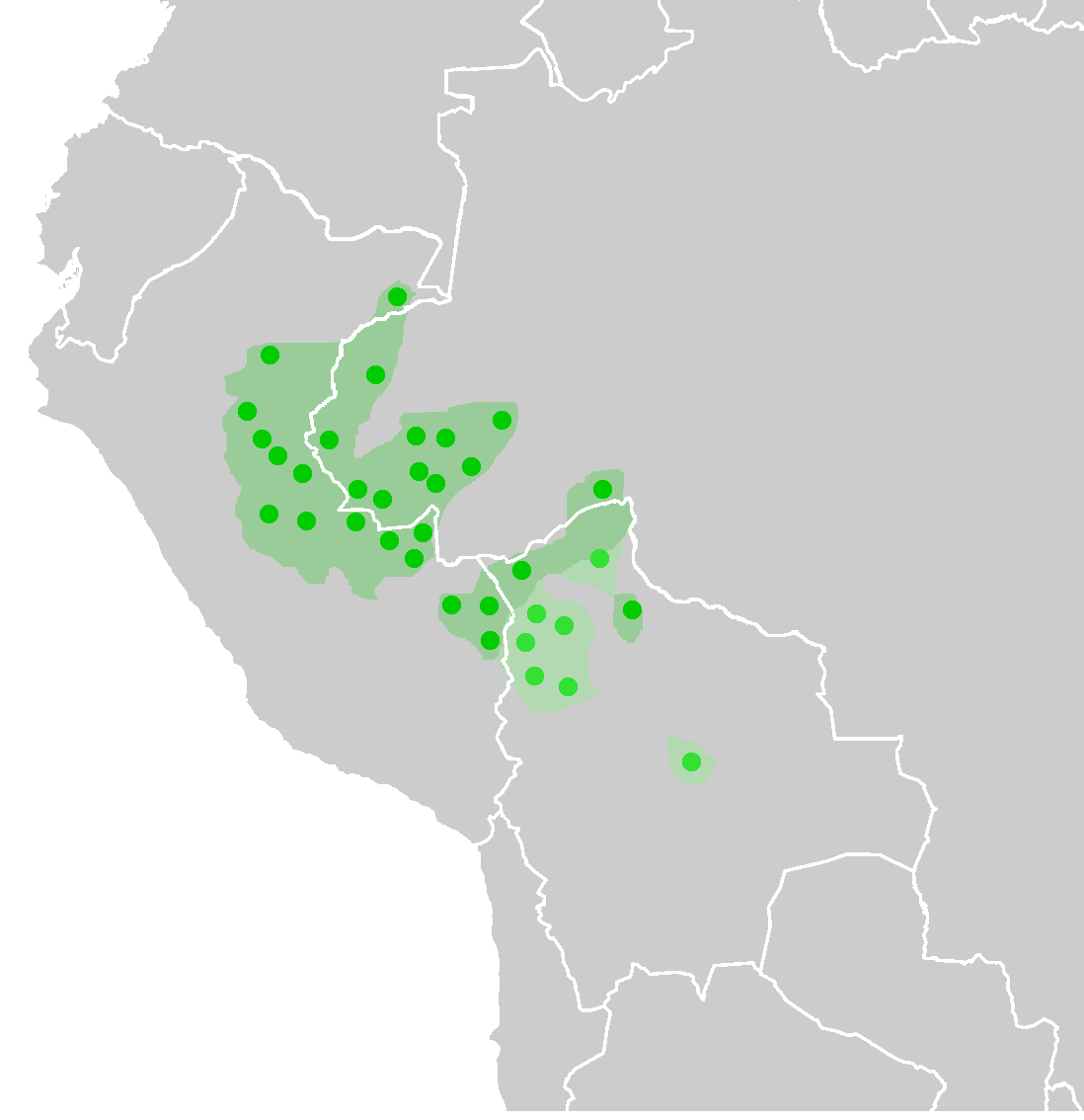
Verbreitungsgebiet der Pano-Sprachen in Peru, Brasilien und Bolivien

Peru weist die höchste Zahl an isolierten Völkern nach Brasilien und Neuguinea auf. Dort bestehen fünf, allerdings schlecht gegen illegalen Holzeinschlag abgesicherte Reservate. Hinzu kommen Ölexplorationsunternehmen, die die Völker gefährden, wie das französisch-britische Unternehmen Perenco oder das spanische Repsol. Bei Bagua kam es zu schweren Ausschreitungen mit 30 Toten, der Fluss Río Napo wurde blockiert. Im August 2009 klagten indigene Gruppen vor dem Obersten Gerichtshof.
2006 waren folgende Gruppen bekannt: In der Reserva Comunal Amarakaeri sprechen einige Gruppen Yora. Sie gehören einer Gruppe an, die vor rund einem Jahrhundert hierher floh. Dazu kommen andere nicht identifizierte Pano sprechende Stämme. Die Cacataibo leben im Nationalpark Cordillera Azul (vormals Zona Reservada Biabo Cordillera Azul); die Mashco-Piro, eine isolierte Gruppe der Matsiguenga, gehören zur Yura-Familie. Die nicht identifizierten Stämme leben im Nationalpark Manú. Nicht kontaktierte Gruppen der Asháninka leben in der Reserva Comunal Asháninka, Reserva Comunal Machiguenga (s. Machiguenga) und im Nationalpark Otishi. Im Nationalpark Alto Purús und der Reserva Comunal Purús leben Yaminahua, Chitonahua, Curajeño und Mashco-Piro-Iñapari; in der Reserva Territorial Kugapakori, Nahua, Nanti y otros leben Kungapakori, Nahua, Matsiguenga, Nanti, Kirineri und weitere, nicht identifizierte Stämme. In der Reserva Territorial Murunahua leben Murunahua – nach Kontakten in den 1990er Jahren mit Holzfällern starb die Hälfte von ihnen, Chitonahua, in der Reserva Territorial Isconahua die Isconahua. Verschiedene Stämme der Mashco-Piro leben in der Reserva Territorial Mashco Piro. Des Weiteren gibt es die Reserva Territorial Madre de Dios.
Hinzu kommen etwa 150 Morunahua, die wohl mit den Papavo in Brasilien in Beziehung stehen; dann etwa 200 Parquenahua im Nationalpark Manú, die Pano sprechen, schließlich etwa 200 Pisabo, die zur gleichen Sprache gehören.
Indigene Organisationen wie FENAMAD, der Matsigenka-Rat des Urubamba-Flusses, COMARU, die Regionalorganisation von Atalaya, OIRA und AIDESEP setzen sich für die Rechte der auf Isolation beharrenden Gruppen ein.

### Suriname
In Suriname leben als einzige einige der karibischen Akulio isoliert. Die etwa 50 Menschen leben im Grenzgebiet nach Brasilien zwischen den Quellen des Itani und des Jari. Sie verweigern jeden Kontakt und tauchten erstmals in den 1970er Jahren auf.

### Venezuela
300 bis 400 Angehörige der Yanomami leben im Bundesstaat Amazonas am Oberlauf des Siapa. Sie lehnen Außenkontakte ab. Sie leben im Nationalpark Parima-Tapirapeco.

### Paraguay
In Paraguay fand Ende der 1960er / Anfang der 1970er Jahre eine großangelegte ethnische Gebietssäuberung und Deportation in die Fremde für die meisten Angehörigen vom Volk der Ayoreode statt, die von Missionaren (New Tribes, Salesianer) durchgeführt wurde. Die Lokalgruppe der Totobiegosode blieb davon verschont (seinerzeit etwa 90 Personen stark). 1979 und 1986 spürten die New-Tribes-Missionare mit Suchflügen Waldlager der Totobiegosode auf und initiierten Menschenjagden. Bei der Einfangaktion von 1986 töteten die Totobiegosode fünf der ausgesandten Missions-Ayoreos. Die Eingefangenen wurde auf die Mission verschleppt, wo alle erkrankten, einige starben. 2004 beschloss eine aufgrund umfangreicher Rodungen bedrohte 12-köpfige Gruppe mit fünf Kindern Kontakt zu ihren Verwandten aufzunehmen, die in der Region bei Chaidi auf gesichertem Land ihr neues Walddorf errichteten. Anfang September 2007 sichteten Holzfäller eine weitere Gruppe im westlichen Chaco. Heute geht von den Farmern die Hauptgefahr aus. Wiederholt kam es zu gewaltsamen Auseinandersetzungen, so auch 1994 und 1998. Die Totobiegosode griffen mit Speer, Pfeil und Bogen eingedrungene Arbeiter und Waldroder an. Die letzte bekannt gewordene Abwehrreaktion war 2005.
Seit 2002 ist durch das Monitoring der paraguayischen Organisation Iniciativa Amotocodie mit der Ayoreo-Organisation UNAP bekannt, dass fünf Gruppen der Ayoreode in freiwilliger Isolation – davon drei grenzüberschreitend zu Bolivien – im nördlichen Chaco Paraguays leben. Eine davon sind Totobiegosode, die anderen vier sind nichtidentifizierte Ayoreo-Gruppen, mit Sicherheit aber keine Totobiegosode, insgesamt auf etwa 100 bis 150 Personen geschätzt. Für ihre Anwesenheit sprechen über 150 dokumentierte Signale (u. a. aufgehackte Bienenbäume, Fußabdrücke, Sichtungen der Menschen). Von der Totobiegosode-Gruppe weiß man, dass sie elf namentlich bekannte Personen umfasst, angeführt von einem mächtigen Schamanen. Darüber hinaus konnte 2009 für Bolivien eine weitere Ayoreode-Gruppe in freiwilliger Isolation bestätigt werden. Sowohl in Bolivien als auch in Paraguay sind die Schutzmaßnahmen seitens des Staates unzureichend.
Diese Ayoreode (Ayoreo) gelten als die letzten in freiwilliger Isolation lebenden Gruppen in Südamerika außerhalb des Amazonasgebietes. 2008 hinderte Paraguay eine brasilianische Gesellschaft daran, Ayoreo-Wald abzuholzen. Allerdings hielt dies illegale Abholzungen nicht endgültig auf.

## Nord- und Mittelamerika

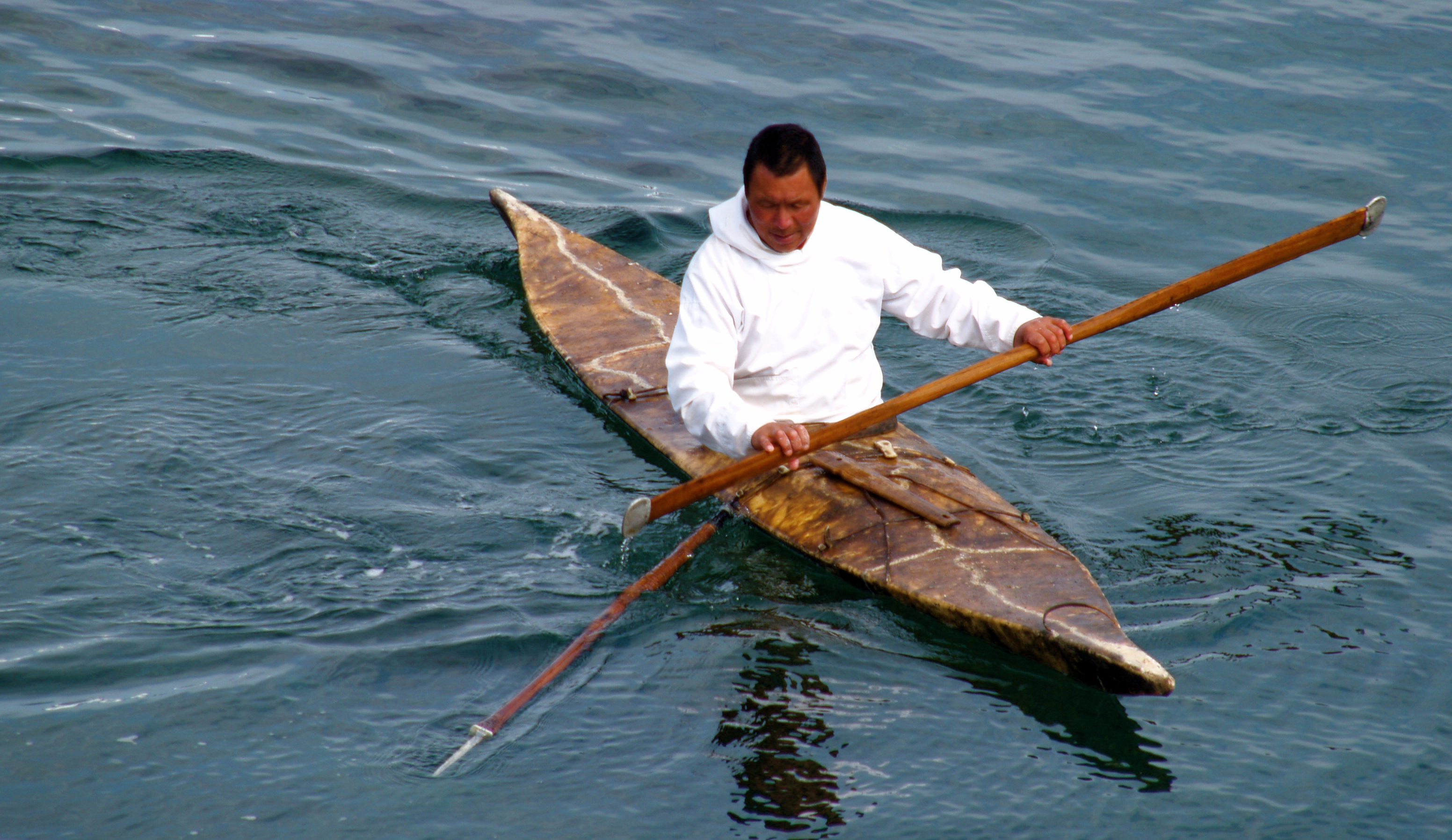
1884 wurde das letzte isolierte Inuit-Volk – die Tunumiit Grönlands – entdeckt. (Symbolfoto)

In Nordamerika gibt es heute keine isolierten Völker mehr. In den ersten Jahren des 20. Jahrhunderts lebte noch eine Gruppe der bis dahin unkontaktierten Yahi zurückgezogen in einem nordkalifornischen Tal. Bei ihrer Entdeckung 1908 waren noch vier Personen am Leben. Drei von ihnen flüchteten. Der letzte Überlebende – Ishi – wurde 1911 aufgefunden. Darüber hinaus gelang es den Seminolen in Florida – wie eingangs bereits beschrieben – ihre freiwillige Isolation bis zum Beginn der 1920er Jahre zu bewahren.

### Mexiko
Die Lacandon in Chiapas (Mexiko), unweit der Grenze zu Guatemala, waren bis 1924 das letzte isolierte Volk Nordamerikas. Die nördliche Gruppe widersetzte sich auch danach noch lange der Assimilierung. 1972 wurde ihr Landanspruch über ein Gebiet von 6143 km² anerkannt.

### Grönland
Im Jahr 1884 entdeckte der dänische Marineoffizier Gustav Holm (1849–1940) als Leiter der sogenannten Frauenbootexpedition die letzte isolierte Inuit-Gruppe der Welt, die Tunumiit Ostgrönlands.

## Afrika
Möglicherweise existieren auch einige isolierte Gruppen in den unzugänglichen Regenwäldern Zentralafrikas.

## Asien

### Indien
Andamanen

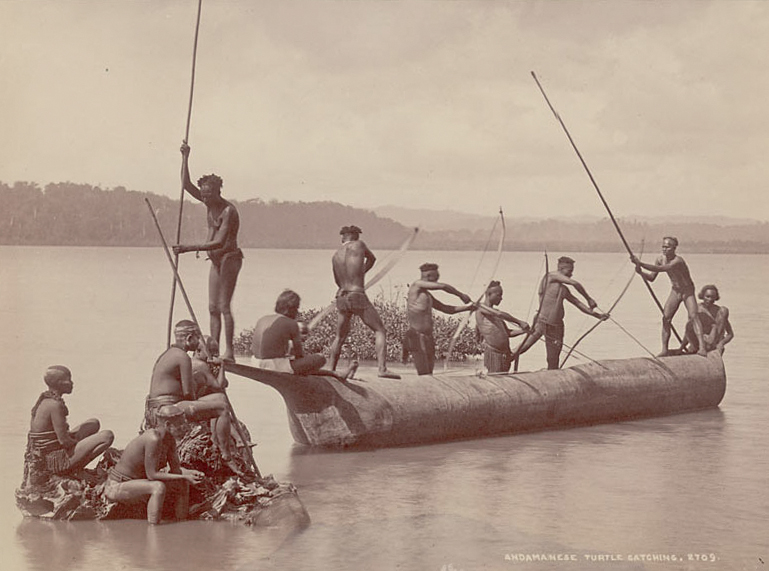
Eine Gruppe Männer und Frauen der Andamanen in typischer Bekleidung mit Körperbemalungen jagen Schildkröten mit Pfeil und Bogen (um 1903)

Die Sentinelesen sind ein isoliert lebendes indigenes Volk auf North Sentinel Island (eine Andamanen-Insel) und verwehren bis heute jegliche Kontaktaufnahme. Möglicherweise leben ihre Vorfahren seit 60.000 Jahren in dieser Region. Ihre Sprache unterscheidet sich erheblich von den anderen Sprachen auf den Andamanen. Indien hat Versuche aufgegeben, sie zur Kontaktaufnahme zu veranlassen, zumal sie Hubschrauber mehrfach mit Pfeilen beschossen. Trotz ihrer Isoliertheit verändert sich auch ihr Leben durch die Umgebung: So verwenden sie beispielsweise Werkzeuge und Waffen aus Metall, welches sie von Schiffswracks an den Riffen der Insel gewinnen. Seit 1996 ist North Sentinel Island ein Sperrgebiet und darf nicht betreten werden. Mehrere Menschen, die dort absichtlich oder unabsichtlich anlandeten, wurden von den Sentinelesen getötet.
Jarawa
Das indigene Volk der Jarawa (Eigenbezeichnung Ya-eng-nga) lebt auf den Hauptinseln der Andamanen seit mehreren Jahrhunderten in Feindschaft mit seinen Nachbarn, insbesondere den Stämmen der Aka-Bea. Dabei verweigerten sie jeden Kontakt mit den britischen Kolonialherren, ebenso mit indischen Behörden, und führten zwischen 1872 und 1997 immer wieder Kriege gegen diese. Mehrfach wurden Jarawa gefangen genommen, und sie lernten auch Hindi, aber entflohen wieder. Seit der Fertigstellung einer Schnellstraße durch ihr Gebiet tauchten sie ab 1998 gelegentlich auf, um Nahrung als „Geschenk“ zu nehmen. Dabei kamen sie unbekleidet in die indischen Orte. Ihre Anzahl wird auf 300 geschätzt. 2002 ordnete der Oberste Gerichtshof Indiens die Schließung der Straße an, doch 2011 wurde sie immer noch genutzt. 1999 und 2006 gab es Masern-Epidemien bei den Jarawa, sie meiden inzwischen wieder jeglichen Kontakt.

### Malaysia
In die unzugänglichen Bergregenwälder Nord-Zentral-Malaysias haben sich einige Gruppen der Temiar-Senoi zurückgezogen.

### Vietnam
Die Ruc gerieten während des Vietnamkriegs mit Soldaten in Kontakt. Sie lebten in Höhlen im Osten der Provinz Quảng Bình. Mehrere Versuche, sie umzusiedeln, scheiterten. Sie stehen seit 2006 in Kontakt mit der übrigen Welt.

## Australien und Ozeanien

### Australien
1984 wurde mit den Pintupi Nine die wohl letzte isolierte Gruppe in Australien entdeckt. Sie lebten in der Gibson-Wüste in West-Australien.

### Neuguinea
In der indonesischen Provinz Papua (auch Irian Jaya oder West-Papua) sind 44 isolierte Gruppen bekannt, die bisher nur ganz geringfügige Kontakte hatten; beispielsweise die Korowai. Darüber hinaus gibt es sicherlich noch eine unbekannte Anzahl anderer Stämme, die bewusst keinen Kontakt wünschen. Die isolierten Völker Westneuguineas leben in den Regionen Gusawi, Lengguru, Derewo, Kokiri, Teriku, Foja, Waruta, Manu und Brazza-Digul.